# Мікаель Аґрікола
Мі́каель А́ґрікола (1508 — 9 квітня 1557, Нюкірк (Kyrönniemi) Карелія) — лідер лютеранської Реформації у Фінляндії, засновник фінської писемності. Учень Мартіна Лютера. Перший протестантський єпископ Фінляндії в місті Або (Турку, 1554).

## Біографія
Мікаель Олавінпойка («син Олафа», швед. Олаффссон) народився у провінції Уусімаа (Uusimaa), в селі Торстіла (Torstila), у родині успішного сільського господаря. Дитину назвали на честь святого покровителя крайової церкви. Проте точна дата народження Аґріколи достеменно невідома. Традиційно, за рік народження Аґріколи вважають 1508—1510. Мав три сестри, про яких нічого невідомо.
У сільській школі був відмічений винятковий талант Мікаеля до наук, його відправляють на навчання до шведської Карелії — міста Виборґ (Viipuri). Там він вчиться у латинській школі, де бере собі прізвище Аґрікола (тобто, фермер). За способом занять батька номінували себе вчені та громадські діячі тих часів — це була поширена практика.
Біографи припускають, що саме у Карелії Аґрікола вперше зіткнувся з проповідями Реформації Католицької Церкви, які на початку XVI ст. активно просувалися на схід Європи (зокрема, й Україну (Волинь, Поділля), Річ Посполиту). Крім того, комендантом міської фортеці був граф Йоганн, який не приховував своїх лютеранських поглядів.
1528 — Аґрікола переїжджає до Турку — адміністративний центр шведських володінь у Фінляндії та Карелії. Там він працює в канцелярії католицького єпископа Мартіна Скютте (на катедрі — 1528—1550). Вагомий вплив на лютеранський вибір католика Мікаеля Аґріколи справив Петер Сяркілагті, учень Лютера. 1529 — після смерті свого вчителя — Аґрікола продовжує лютеранську справу. 1531 — його рукопоклали у католицькі священики. 1536 — єпископ Турку послав його вчитися до університету м. Віттенберг, Німеччина. Там Аґрікола відвідував лекції Філіпа Меланхтона, особисто знайомиться Мартіном Лютером. Обидва Реформатори дали йому рекомендовані листи до короля Швеції Ґустава Вази. Завдяки цьому Аґрікола отримує королівську стипендію і розпочав переклад Нового Завіту фінською мовою.
Після повернення до Фінляндії 1548 призначений ректором катедральної школи в Турку. Тоді вже був одруженим із Пірйо Олавінтютар, з якою народив сина Християна (Christianus Michaelis Agricola), який згодом став лютеранським єпископом м. Таллінн (Естонія). 1550 — канонік, 1554 — єпископ.
Аґрікола також брав активну участь у політичному житті, міжнародних взаєминах Швеції. Так, 1556 він їздив до столиці Московського князівства на Мирові переговори в числі членів посольства короля Ґустава Вази. На зворотному шляху він захворів і помер на території Карелії, поблизу м. Виборґ (Карельський перешийок).

## Просвітницька діяльність
Видав перший буквар фінської мови («Abckiria», 1543), переклав фінською мовою низку молитовників (Rucouskiria, понад 700 молитов фінською мовою), багато ілюстрований Новий заповіт (Se Wsi Testamenti, 1548), частини Старого заповіту (1551-52). Також уклав збірник «Käsikirja Castesta ia muista Christikunnan Menoista», яка включала норми здійснення основних таїнств і треб: хрещення, одруження, погребіння, молитви над хворими, або померлими людьми. Все перекладено ним з трудів Олауса Петрі (Olaus Petri), які прямо кореспондувалися з частинами службових текстів, укладених М. Лютером. Також збірник Аґріколи включав невеличкі перекладні фрагменти з робіт Каспара Губерінуса (Caspar Huberinus). Аґрікола іноді писав віршовані передмови до своїх видань. Переклади Агриколи супроводчувалися нарисами історії Фінляндії, її культури, язичницької віри, календарем та збіркою агрономічних відомостей.
Чеське джерело повідомляє, що в одній з праць Аґрікола подав коротку інформацію про пантеон фінських язицьких богів, які у XIX ст. матеріалізувалися у епосі «Калевала», упорядкованим фінським етнографом Е. Льоннротом.
На початку XXI ст. вірною вчення Лютера і його проповідника Аґріколи залишається Євангелічно-Лютеранська церква Фінляндії. Всього у Фінляндії зарєстровано 4,378,000 лютеран (84 %) і лише 7,900 римо-католиків.
За опитуванням фінського державного ЮЛЕ-Радіо, Аґрікола входить до десятки «Великих фінів» усіх часів, випередивши композитора Яна Сібеліуса та укладача «Калевали» Еліаса Льоннрота.

## Фінське Аґріколознавство

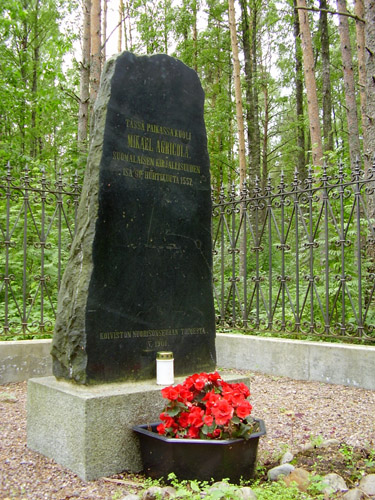

У Фінляндії профільним дослідженням життя і творчості Аґріколи займаються п'ять учених:
- Сімо Гейнінен, біограф (Simo Heininen);
- Кайса Гяккінен, історичне фінське мовознавство (Kaisa Häkkinen);
- Карі Таркіайнен, лютеранське богослов'я (Kari Tarkiainen);
- Юркі Кнуутіла, історик фінської Церкви (Jyrki Knuutila);
- Гелена Руммукайнен, громадська діячка, організаторка Аґрікольських Свят (Helena Rummukainen).